# Carlo Cavagnoli
Carlo Cavagnoli   (Milà, 21 de gener de 1907 - 20 de juliol de 1990) va ser un boxejador italià que va competir durant les dècades de 1920 i 1930.
El 1928 va prendre part en els Jocs Olímpics d'Amsterdam, on guanyà la medalla de bronze de la categoria del pes mosca, en perdre en semifinals contra Antal Kocsis i guanyar el combat per la medalla de bronze a Baddie Lebanon.
Com a professional, entre 1929 i 1936, va disputar 73 combats, amb un balanç de 27 victòries, 35 derrotes i 11 combats nuls.